# Les Envolés
Les Envolés est un roman d'Étienne Kern publié le 26 août 2021 aux éditions Gallimard et lauréat l'année suivante du prix Goncourt du premier roman.

## Historique
En 2021, Les Envolés est sélectionné pour le prix Femina, le prix Femina des lycéens, le prix Renaudot, le prix Renaudot des lycéens, le prix Rive Gauche à Paris, le prix Cabourg du roman et le prix Première.
En mai 2025, le roman fait partie de la première sélection du Prix Jan-Michalski de littérature.

## Résumé
Les Envolés romance, dans « un style héritier de l’écriture « blanche » », la vie de Franz Reichelt, inventeur malheureux d'un parachute pour aviateurs avec lequel il a sauté du premier étage de la tour Eiffel le 4 février 1912. Il mêle à cette vie l'évocation de deux personnes, le grand-père et une amie de l'auteur, tous deux morts à cause d'une chute : le roman, « livre de deuil », est aussi une « autobiographie oblique ».

## Éditions
- Les Envolés, éditions Gallimard, 2021  (ISBN 978-2072920820)
- Les Envolés, éditions Folio, 2023  (ISBN 978-2073003614)

## Distinctions
- Prix Talents Cultura[13] (2021)
- Lauréat du Festival du premier roman de Chambéry[14] (2022)
- Prix Jean-Claude Brialy de la Ville de Saumur[15] (2022)
- prix Goncourt du premier roman (2022)
- Grand-prix littéraire de l'Aéro-club de France[16] (2022)